# Wardrobing
 (octobre 2019).
Le Wardrobing est une forme de fraude qui consiste à acheter un article puis à le rapporter en magasin, après l'avoir utilisé, afin d'obtenir un remboursement. Il concerne le plus souvent des vêtements coûteux, d'où le nom anglais de wardrobing (wardrobe : garde-robe) ; mais la pratique est également courante avec des outils de bricolage, les équipements électroniques et même les ordinateurs.  
Pour empêcher cette pratique, certains magasins interdisent le retour de certains articles tels que les robes de mariées ou les décorations de Noël. Certains observateurs classent le wardrobing comme une forme de vol à l'étalage.  

## Exemples
Peut-être l'un des exemples les plus notoires de wardrobing vient du film My Date With Drew, qui a été entièrement filmé avec une caméra vidéo "wardrobée". Le cinéaste l'avait achetée chez Circuit City, utilisée pendant trente jours pour réaliser son film, puis il l'a rapportée au magasin pour obtenir un remboursement complet.